# 笹山幸俊
笹山 幸俊（ささやま かずとし、1924年〈大正13年〉6月15日 -  2011年〈平成23年〉12月10日） は、日本の政治家、土木技術者。位階は正四位。勲等は勲一等。
神戸市都市計画局長、神戸市助役、神戸市長などを歴任した。

## 概要
神戸市役所にて都市計画局次長や都市計画局計画部長、都市計画局長を歴任し、1981年12月に神戸市助役に就任した。1989年、市役所内の派閥を大きく二分した熾烈な神戸市長選挙では、同じく神戸市助役だった宮岡寿雄を破り初当選を果たし、以後、3期12年間に渡って神戸市長を務めた。
市長在任中に発生した兵庫県南部地震による阪神・淡路大震災で神戸市は大きな被害を受けたため、その復興に尽力した。

## 来歴

### 生い立ち
鹿児島県出身。旧制鹿児島県立川内中学校（現：鹿児島県立川内高等学校）を経て、1945年９月に神戸工業専門学校土木科（後の神戸大学工学部土木工学科）を卒業後、1946年に神戸市役所に入庁。
神戸市職員時代には土木技術者として戦災復興を担当する復興本部企画課に配属されたのを皮切りに一貫して土木技術職の出世コースとされている都市計画畑を歩み、都市計画局次長や都市計画局計画部長、都市計画局長を歴任した。
1978年10月に、当時、都市計画局長であった笹山は新たな都市景観形成の先導役を果たす「神戸市都市景観条例」を制定した。景観に配慮した都市全体のまちづくりの取り組みは旧居留地や北野異人館街の街並づくりに生かされ、世間から高い評価を受けた。
1981年２月に、海上文化都市ポートアイランドの完成に合わせて、我が国初の新交通システムである「ポートアイランド線」を開通させた。
1981年12月に神戸市助役に就任。協働のまちづくりとの進め方を総合的に示した「まちづくり条例」を全国に先駆けて制定した。「協議会方式によるまちづくり」は全国各都市から注目を浴びた。

### 政治家として

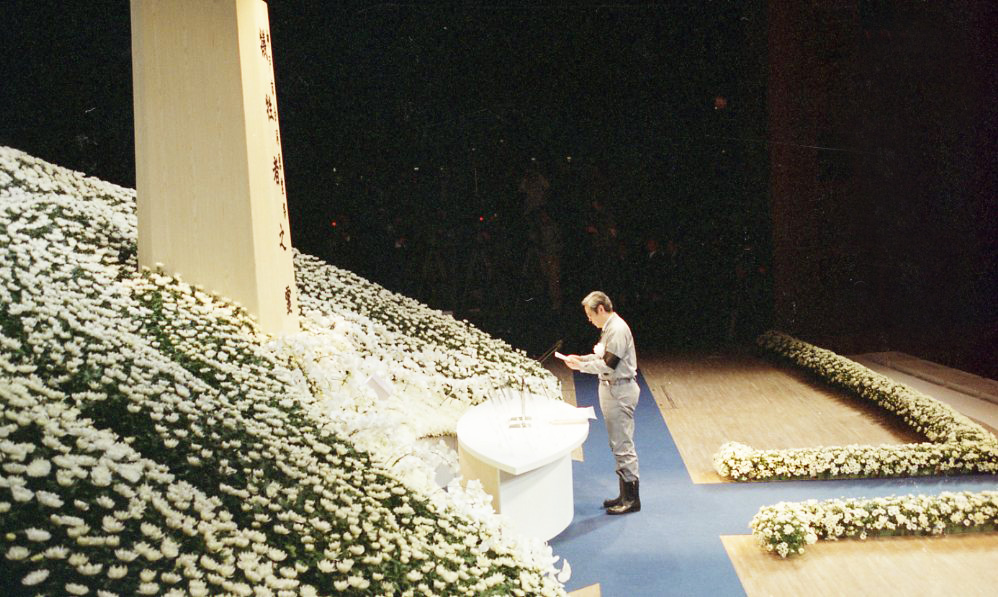
1995年3月5日、阪神・淡路大震災犠牲者神戸市合同慰霊祭にて

日本社会党、日本共産党、社会民主連合、自由民主党系市議らをはじめ、現職だった宮崎辰雄の支援を受け、1989年に神戸市長選挙で初当選。以後、3期12年間に渡って2001年まで市長を務めた。
市長在任中、多核ネットワーク都市の形成とコンパクトタウンの実現を目指し、都市の賑わいとやすらぎが調和した「アーバンリゾート都市づくり」に邁進した。
1992年に旧国鉄湊川貨物駅を中心とする既成市街地の大規模再開発である「神戸ハーバーランド」の整備を完成させ、インナーシティの再生を図るとともに、ウォーターフロントを生かしたまちづくりのモデルとして「海につながる文化都市の創造」を推進した。
1993年にアーバンリゾートフェアを開催し、現神戸空港が国の第6次空港整備五カ年計画の新規事業格上げになった。
しかし、バブル崩壊により神戸経済が冷え込んでいた矢先の1995年に阪神・淡路大震災に見舞われる。
震災発生直後から約1ヶ月半、市長室に泊まり込み、救援活動などを指揮。その後も当時の貝原俊民兵庫県知事とともに、被災者支援や仮設住宅の建設などの復旧・復興に取り組んだ。
復興まちづくりでは、都市計画のエキスパートとして土地区画整理事業や市街地再開発事業などを進めたが、震災発生から2ヵ月後という早急な都市計画決定が住民の反発を招いた。
また、地震が少なかった神戸市で発生した大災害ということもあり初動体制の遅れや不備、また、震災復興の遅れに対する批判が市民・市議の間から沸き起こり、日本共産党が市政与党を離脱。3期目の選挙では対立候補の日本共産党系候補に予想外の猛追を受けるなど笹山市政に対する批判が表面化した。
市長在任中は、「山、海へ行く」と言われた神戸市のかつての開発手法が頭打ちとなる中、ソフト重視へと舵を切り、市民との対話や協働なども掲げた。
この他、1999年には「医療産業都市構想」を策定し、神戸ポートアイランドに先端医療の研究所や企業の誘致を進めた。
2003年4月に勲一等瑞宝章を受章した。
2004年5月に日本都市計画学会の功績賞を受賞した。
2011年12月10日、消化管出血のため死去した。87歳没。没後に日本政府より正四位に叙位された。

## 略歴
- 1924年 - 誕生

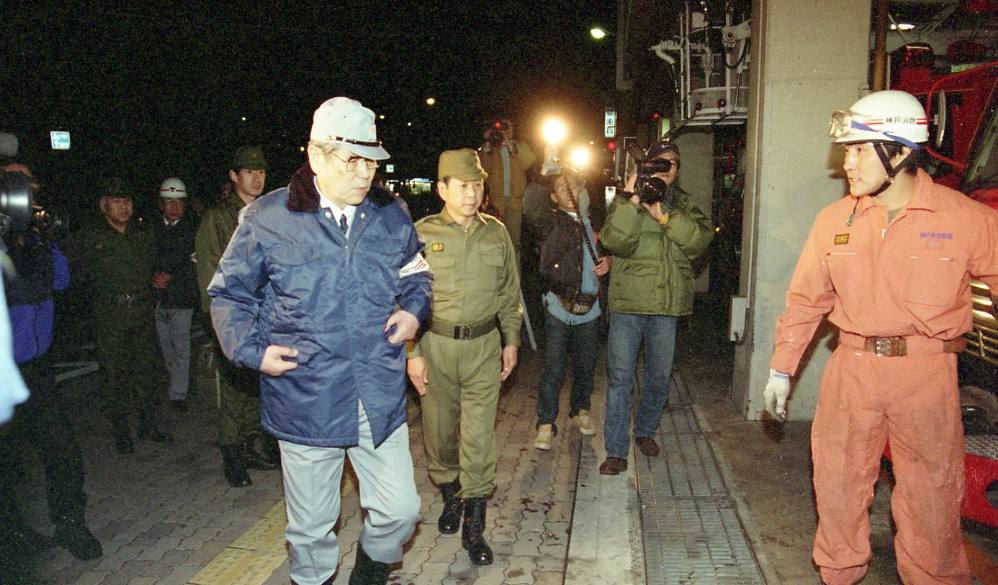
1996年1月17日、灘消防署にて

- 1945年 - 神戸工業専門学校土木科卒業（後の神戸大学工学部土木工学科）
- 1946年 - 神戸市採用
- 1973年 - 都市計画局長就任[8]
- 1981年 - 神戸市助役就任
- 1989年 - 神戸市長選挙当選（１期目）
- 1993年 - 神戸市長選挙当選（２期目）
- 1997年 - 神戸市長選挙当選（３期目）
- 2011年 - 死去

## 栄典
- 2003年 - 勲一等瑞宝章
- 2011年 - 正四位